# Cynanchum gerrardii
Cynanchum gerrardii är en oleanderväxtart. Cynanchum gerrardii ingår i släktet Cynanchum och familjen oleanderväxter.

## Underarter
Arten delas in i följande underarter:
- C. g. bekinolense
- C. g. gerrardii
- C. g. lenewtonii